# 55 Cancri b
Galilée
Cet article concerne la planète ayant la désignation formelle 55 Cancri Ab. Pour l'étoile 55 Cancri B, voir 55 Cancri.
Pour les articles homonymes, voir Galileo et Galilée.
55 Cancri b ou Galilée (également appelée 55 Cancri Ab, Rho1 Cancri b, ou HD 75732 b) est une exoplanète orbitant autour de l'étoile 55 Cancri.  C'est la seconde planète la plus proche de l'étoile, et c'est un exemple d'exoplanète de type Jupiter chaud. Découverte en 1996 par Geoffrey Marcy et R. Paul Butler, 55 Cancri b est la quatrième exoplanète détectée.

## Découverte
Comme la majorité des exoplanètes connues, 55 Cancri b a été découverte en mesurant les variations de vitesse radiale de son étoile. La découverte a été annoncée en 1996, en même temps que Tau Bootis Ab et la planète la plus interne du système d'Upsilon Andromedae, υ And b.
Même si cette planète intérieure est d'une masse d'au moins 78 % celle de Jupiter, l'étoile montrait néanmoins des changements de vitesse radiale, ce qui mena par la suite à la découverte de la planète plus externe 55 Cancri d en 2002.

## Désignation
55 Cancri b a été sélectionnée par l'Union astronomique internationale (IAU) pour la procédure NameExoWorlds, consultation publique préalable au choix de la désignation définitive de 305 exoplanètes découvertes avant le 31 décembre 2008 et réparties entre 260 systèmes planétaires hébergeant d'une à cinq planètes. La procédure, qui a débuté en juillet 2014, s'achèvera en août 2015, par l'annonce des résultats, lors d'une cérémonie publique, dans le cadre de la XIXe Assemblée générale de l'IAU qui se tiendra à Honolulu (Hawaï).

## Orbite et masse
55 Cancri b est sur une orbite à courte période, mais pas aussi extrême que l'exoplanète de type Jupiter chaud précédemment découverte, 51 Pegasi b. 55 Cancri b est en résonance orbitale avec la planète proche 55 Cancri c, avec un rapport 1:3.
La méthode des vitesses radiales, utilisée pour la détection de cette planète, indique uniquement la masse minimale de la planète. Des observations astrométriques effectuées par le télescope spatial Hubble suggèrent que la planète extérieure, 55 Cancri d est inclinée de 53° par rapport au plan du ciel. Si les mesures sont confirmées et si le système est bel et bien coplanaire, la vraie masse de 55 Cancri b serait alors 25 % plus élevée que cette limite, soit environ 0,98 masses joviennes.

## Caractéristiques
Étant donné la masse élevée de la planète, 55 Cancri b est probablement une géante gazeuse sans surface solide. Cette planète n'ayant été détectée que par une méthode indirecte, à travers son influence gravitationnelle sur 55 Cancri A, certaines propriétés telles que sa composition atmosphérique, son rayon ou sa température sont incertaines, voire inconnues. En supposant qu'elle ait une composition semblable à celle de Jupiter, et que son environnement soit chimiquement stable, 55 Cancri b serait censée avoir une atmosphère sans nuages avec un spectre dominé par des raies d'absorption correspondant aux métaux alcalins ; il pourrait donc s'agir d'une planète de classe IV de la classification de Sudarsky.
Il est peu probable que cette planète possède des satellites naturels significatifs, car la force de marée les éjecterait de leur orbite ou les détruirait rapidement par rapport à l'âge du système.
La planète possèderait une atmosphère étendue : bien qu'elle ne transite pas elle-même devant l'étoile, une partie de son atmosphère serait visible par absorption lors de son passage dans la ligne de visée.

## Le système de 55 Cancri
| Planète  | Masse (MJ)    | Demi-grand axe (UA) | Période orbitale (d) | Excentricité  |
| -------- | ------------- | ------------------- | -------------------- | ------------- |
| 55 Cnc e | 0,027         | 0,016               | 0,74                 | 0,17 ± 0,04   |
| 55 Cnc b | ≥ 0,83        | 0,11                | 14,65                | 0,010 ± 0,003 |
| 55 Cnc c | ≥ 0,17        | 0,24                | 44,36                | 0,005 ± 0,003 |
| 55 Cnc f | ≥ 0,16        | 0,78                | 259,8 ± 0,5          | 0,30 ± 0,05   |
| 55 Cnc d | ≥ 3,82 ± 0,04 | 5,74 ± 0,04         | 5 169 ± 53           | 0,014 ± 0,009 |